# Salacia disjuncta
Salacia disjuncta är en nässeldjursart som beskrevs av Wilfrid Arthur Millard 1964. Salacia disjuncta ingår i släktet Salacia och familjen Sertulariidae. Inga underarter finns listade i Catalogue of Life.